# Economía marxista

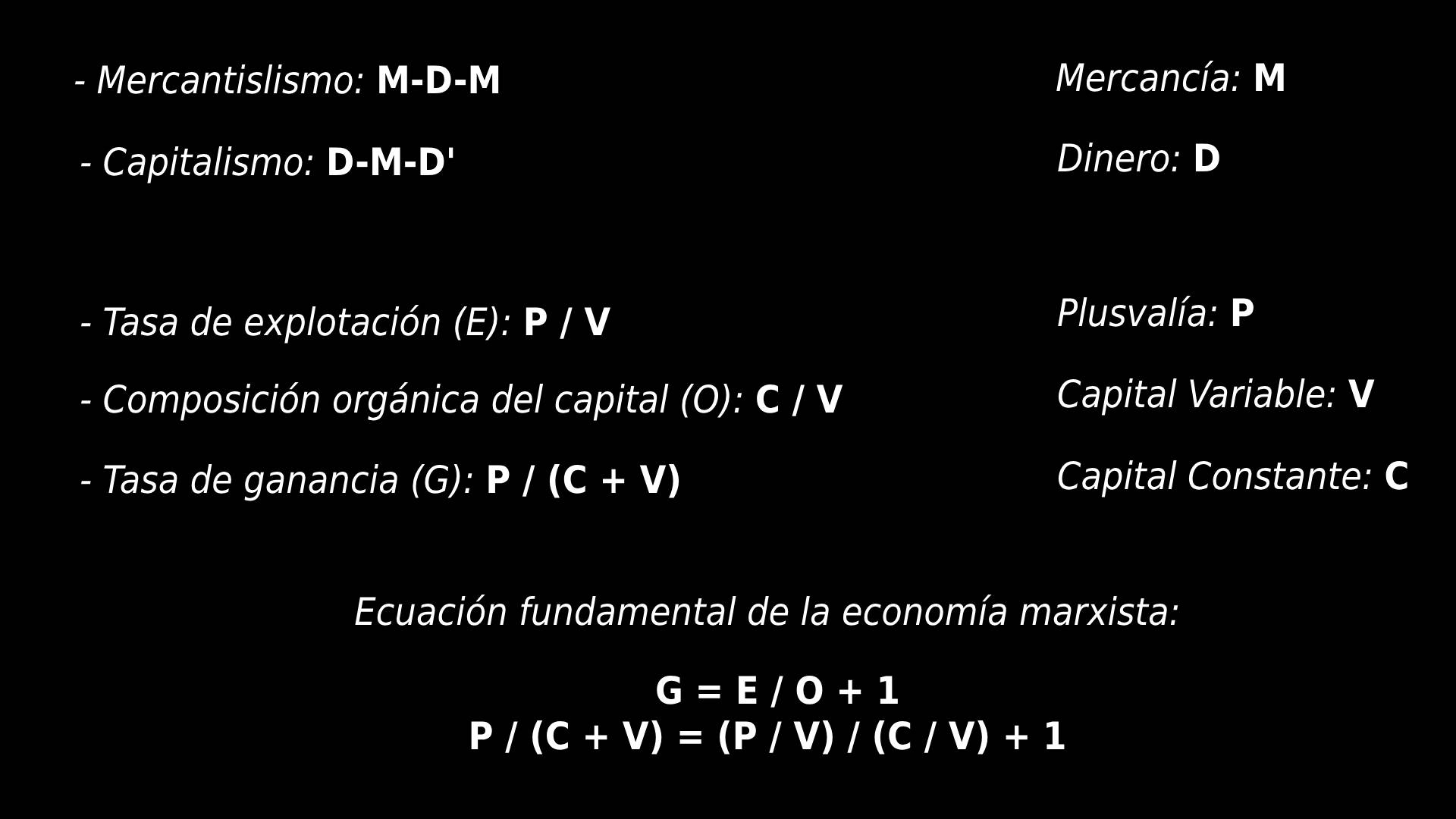
Fórmulas de la crítica de la economía política marxiana.

La economía marxista es la escuela de pensamiento económico inspirada en la obra de Karl Marx. La mayoría de los conceptos más importantes y fundamentales de esta escuela fueron desarrollados por Marx en su obra principal El capital; entre ellos, fuerza de trabajo, lumpemproletariado, proletariado y burguesía (en sentido de clase social), lucha de clases, plusvalía, materialismo histórico, explotación y la teoría del valor trabajo.
Marx representa un personaje fundamental en la historia del pensamiento económico. Muchos académicos hacen una distinción entre la economía marxista y el marxismo, manifestando que hay una separación intelectual clara entre los principios económicos expuestos por Marx y su apoyo al socialismo revolucionario y la revolución del proletariado.

## Crítica marxista a la economía clásica

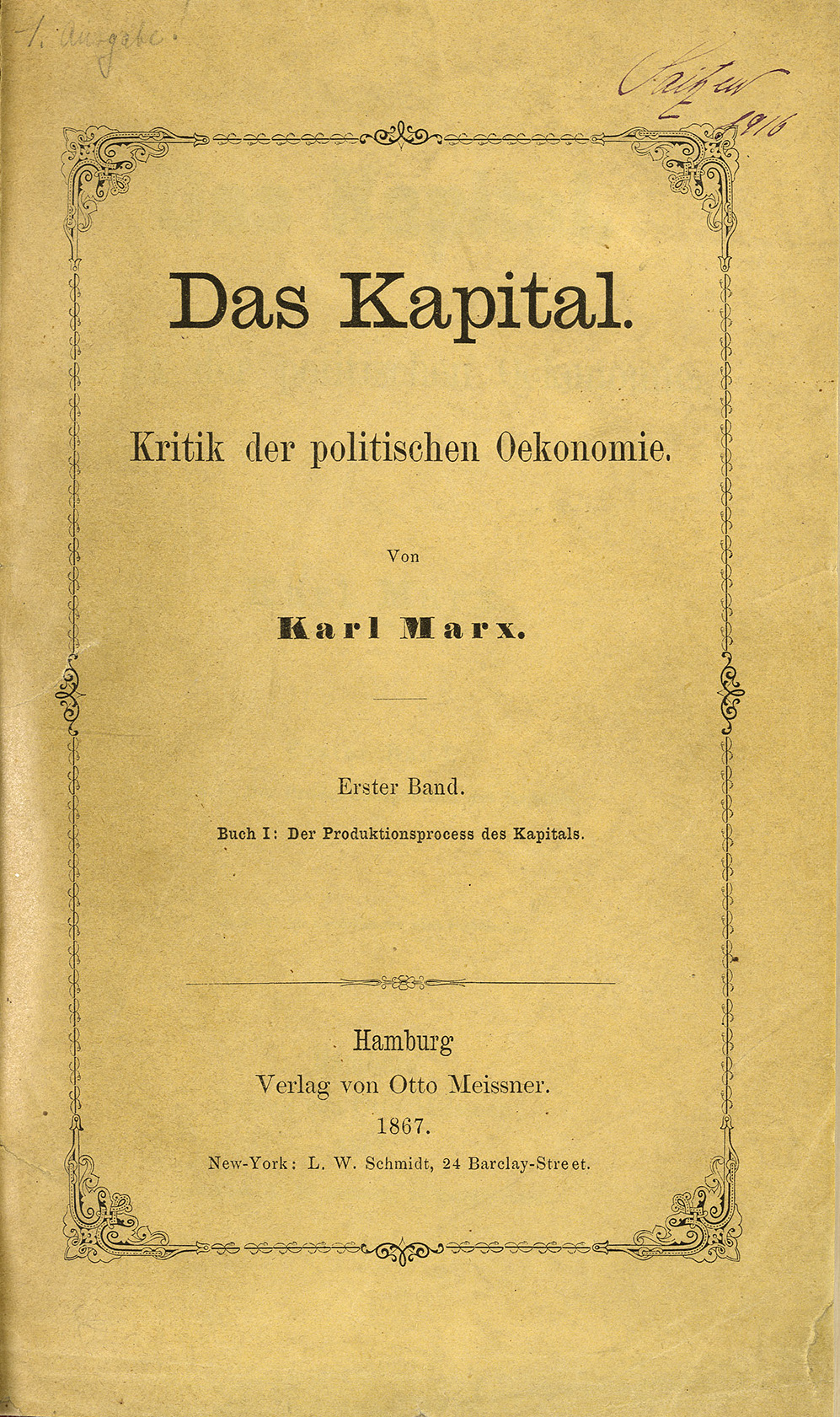
Das Kapital, en español El Capital, obra fundacional de la economía marxista.

El análisis económico de Marx tomó como punto de partida el trabajo de los economistas más conocidos de su época, los economistas clásicos británicos Adam Smith, Thomas Robert Malthus y David Ricardo.
Smith en La riqueza de las naciones (1776), argumentó que la característica más importante de una economía de mercado era que permitía un rápido crecimiento de las capacidades productivas. Smith afirmó que un mercado en crecimiento estimulaba una mayor división del trabajo —es decir, la especialización de empresas y / o trabajadores— y esto, a su vez, conduce a una mayor productividad. Aunque Smith generalmente dijo poco acerca de los trabajadores, observó que una mayor división del trabajo causaría daño a aquellos cuyos trabajos se hicieron más y más estrechos a medida que se expandía la división del trabajo. Smith sostuvo que una economía de laissez-faire naturalmente se corregiría con el tiempo.
Marx coincide con Smith al afirmar que la principal consecuencia económica del capitalismo era un rápido crecimiento de la capacidad productiva. Marx también escribió mucho sobre la noción de que los obreros podían llegar a perjudicarse a medida que el capitalismo se hacía más productivo. Además, en Theorien über den Mehrwert, Marx observó: «Vemos el gran avance hecho por Adam Smith más allá de los fisiocratas en el análisis de la plusvalía y, por lo tanto, del capital. En la opinión fisiócrata es sólo un tipo de trabajo concreto —el trabajo agrícola— el que crea el plusvalor ... Pero para Adam Smith, es el trabajo social general —sin importar en qué valores de uso se manifieste— la mera cantidad de trabajo necesario, crea valor. El plusvalor, ya sea en forma de ganancia, de renta o de forma secundaria de interés, no es más que una parte de este trabajo, apropiada por los dueños de las condiciones materiales del trabajo en el intercambio con el trabajo vivo».
En Ensayo sobre el principio de la población (1798), la afirmación de Malthus de que el crecimiento de la población era la causa principal de que los salarios de los trabajadores se mantengan en un nivel que solo permita la subsistencia, provocó que Marx desarrollara una teoría alternativa de la determinación del salario. Mientras que Malthus presentó una teoría ahistórica del crecimiento de la población, Marx ofreció una teoría de cómo una población excedente relativa en el capitalismo tendía a empujar los salarios a niveles de subsistencia. Marx consideraba que esta población excedente relativa provenía de causas económicas y no de causas biológicas como afirmaba Malthus. Esta teoría basada en la economía de la población excedente es a menudo etiquetada como la teoría de Marx del ejército industrial de reserva.
Ricardo desarrolló una teoría de la distribución dentro del capitalismo, es decir, una teoría de cómo la producción de la sociedad se distribuye entre las clases dentro de la sociedad. La versión más madura de esta teoría, presentada en Principios de economía política y tributación (1817), se basaba en una teoría del valor del trabajo en la que el valor de cualquier objeto producido es igual al trabajo incorporado en el objeto. También es notable en la teoría económica de Ricardo que el beneficio era una deducción de la producción de la sociedad y que los salarios y los beneficios estaban inversamente relacionados: un aumento en el beneficio se producía a expensas de una reducción en los salarios. Marx construyó gran parte del análisis económico formal que se encuentra en El capital de la teoría económica de Ricardo.

## Metodología: materialismo histórico
Las premisas de que partimos no son arbitrarias, no son dogmas, sino premisas reales, de las que sólo es posible abstraerse en la imaginación. Son los individuos reales, su acción y sus condiciones materiales de vida, tanto aquellas con que se han encontrado ya hechas, como las engendradas por su propia acción. Estas premisas pueden comprobarse, consiguientemente, por la vía puramente empírica.
Karl Marx y Friedrich Engels, La ideología alemana (1846). 

Según el teórico ruso Gueorgui Plejánov —apodado el «Padre del marxismo ruso»— Marx desarrolló en sus trabajos la concepción materialista de la historia o materialismo histórico como método de análisis. No debe confundirse con el término «materialismo dialéctico» que es el sistema filosófico usado por Marx y profundizado teóricamente por Engels.
Muchos escritores notan que el materialismo histórico representó una revolución en el pensamiento humano y un quiebre de las formas previas de entender la base del cambio en varias sociedades humanas.[cita requerida]

### Materialista
Esta comprensión contrarresta la noción de que la historia humana es simplemente una serie de accidentes, ya sea sin causa subyacente o causada por seres sobrenaturales o fuerzas que ejercen su voluntad en la sociedad. Esto postula que la historia se hace como resultado de la lucha entre diferentes clases sociales arraigadas en la base económica subyacente.
John Bellamy Foster afirma que el materialismo histórico es importante para explicar la historia desde una perspectiva científica, siguiendo el método científico, a diferencia de las teorías del sistema de creencias como el creacionismo y el diseño inteligente, que no basan sus creencias en hechos e hipótesis verificables.[cita requerida]

### Historicista
En palabras de Marx, «existe una coherencia en la historia humana» porque cada generación hereda las fuerzas productivas desarrolladas previamente y, a su vez, las desarrolla más antes de pasarlas a la siguiente generación. Además, esta coherencia involucra cada vez más a la humanidad cuanto más desarrollen y se expandan las fuerzas productivas para unir a las personas en la producción y el intercambio.
Marx impuso la idea de que la historia no consiste en un desarrollo continuo sino que se trata de una serie de desarrollos que producen los conflictos, que representan el motor del movimiento histórico. En estos conflictos se ponen de manifiesto una de las tesis de Hegel, la transformación de la cantidad en cualidad, porque el conflicto produce la ruptura que hace posible otra etapa del desarrollo histórico. En general, la importancia del estudio de la historia reside en la capacidad de la historia para explicar el presente.

### Racional-científico
Para desarrollar sus teorías, además de consultar documentos oficiales, Marx solicitaba a menudo datos de primera mano sobre economía a su amigo Engels, quien por su experiencia como industrial podía conseguir datos recientes y exactos.

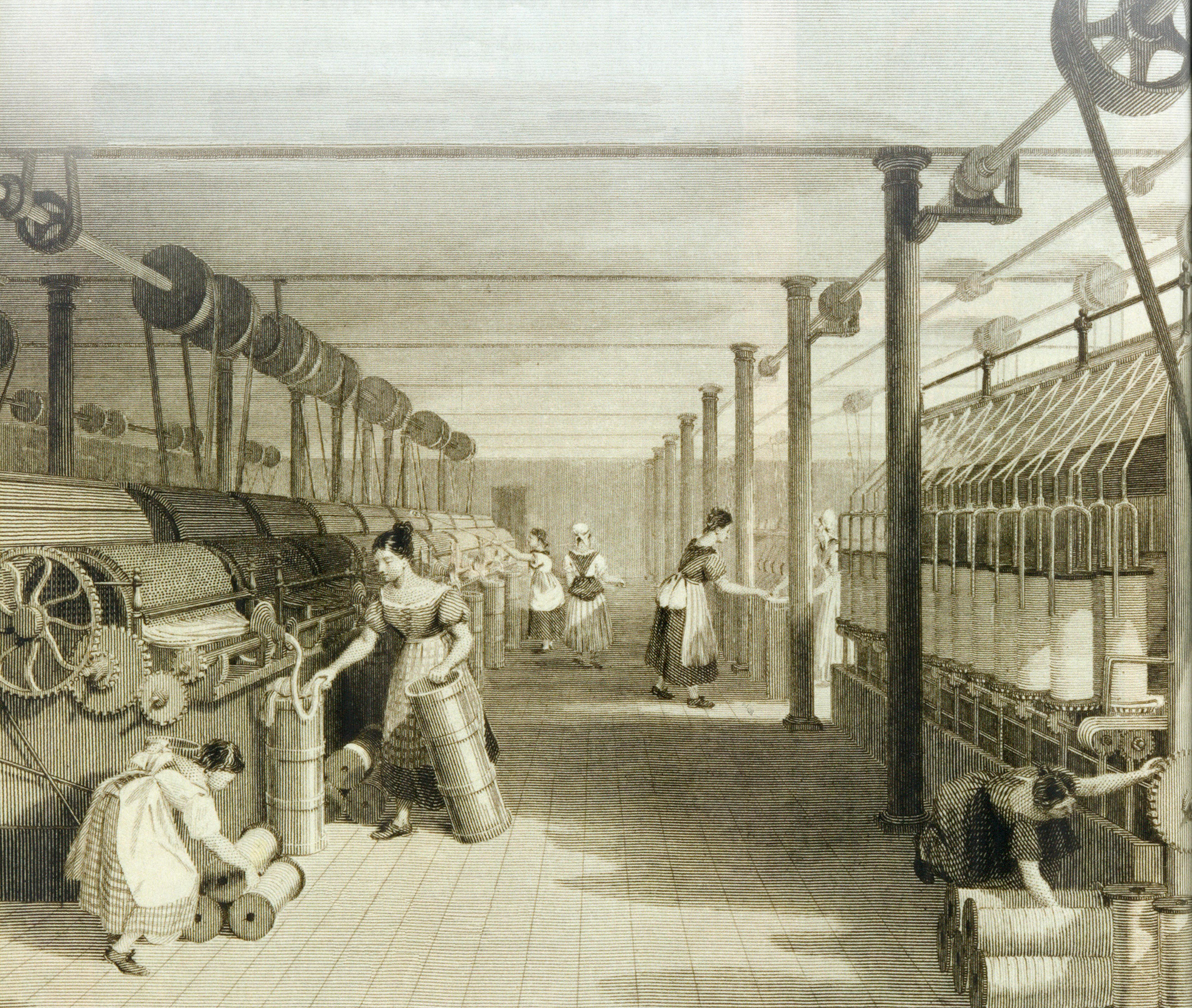
Niñas y mujeres trabajando por salarios inferiores que los percibidos por hombres en una fábrica textil de Mánchester, escena habitual en el ámbito laboral de Engels.

El uso de estadísticas oficiales actualizadas, el análisis interdisciplinar y crítico, y su «pluralismo metodológico» hacen de Marx y su método pioneros en la sociología como ciencia.

### Dialéctica
Usada de manera despareja entre los marxistas la lógica dialéctica, un método ideado por Georg Wilhelm Friedrich Hegel, fue usada por Marx. La dialéctica se centra en la relación y el cambio, y percibe al universo como compuestos de objetos dinámicos, interrelacionados y en constante cambio y movimiento. Un componente de la dialéctica es la abstracción. Uno puede abstraer objetos, pero también, y más típicamente, relaciones y procesos de cambio. Una abstracción puede ser extensa o estrecha, puede centrarse en generalidades o aspectos específicos, y puede hacerse desde varios puntos de vista. Por ejemplo, una venta puede extraerse del punto de vista del comprador o vendedor, y se puede abstraer una venta o venta en particular en general. Otro componente es la deducción dialéctica de categorías. Marx usa la noción de categorías de Hegel, que son formas, para la economía: la forma mercantil, la forma monetaria, la forma capital, etc., deben ser deducidas sistemáticamente en lugar de ser captadas de manera externa como lo hacen los economistas burgueses. Esto corresponde a la crítica de Hegel a la filosofía trascendental de Kant.

## Mercancía
La riqueza en las sociedades en la que domina el modo de producción capitalista se presenta como un «enorme cúmulo de mercancías», y la mercancía individual como forma elemental de esa riqueza.
Primera oración de El  Capital  

Las mercancías tienen dos aspectos diferentes, que Marx llama valor de uso y valor de cambio.
El valor de uso de una mercancía es su utilidad para satisfacer algún propósito práctico, es la sustancia del valor y está condicionado por las propiedades materiales de la mercancía; por ejemplo, el valor de uso de un trozo de alimento es que proporciona alimento y sabor placentero. El valor de cambio es la magnitud del valor de la mercancía en relación con otra y está condicionado por la relaciones sociales.
Si las mercancías solo pueden relacionarse entre sí a través de sus valores de cambio debe haber una propiedad común a todas las mercancías que permita esta relación. Marx argumentó que lo único común a todas las mercancías es el trabajo humano: todas son producidas por el trabajo humano.
Marx concluyó que el valor de una mercancía es la cantidad de trabajo humano socialmente necesario para producirla. Así Marx adoptó una teoría del valor laboral, como lo hicieron sus predecesores Ricardo y MacCulloch; Marx rastreaba la existencia de la teoría hasta una obra anónima, Some Thoughts on the Interest of Money in General, and Particularly the Publick Funds, &c., publicado en Londres alrededor de 1739 o 1740.

## Teoría del valor
Marx empleó una teoría del valor trabajo, que sostiene que el valor de una mercancía es el tiempo de trabajo socialmente necesario invertido en ella. Para obtener beneficios los capitalistas compran la única mercancía capaz de producir valor, la fuerza de trabajo —la capacidad de trabajar—, por debajo de su valor. Así los salarios se mantienen en niveles relativamente bajos; solo suficientes para la subsistencia del trabajador y su familia —que lo reemplazaran— además de otras necesidades condicionadas moral e históricamente.
Marx teorizó que la brecha entre el valor que produce un trabajador y su salario es una forma de trabajo no remunerado, conocido como plusvalía. Además, Marx argumenta que los mercados tienden a oscurecer las relaciones sociales y los procesos de producción; a esto llamó fetichismo de la mercancía. Las personas son muy conscientes de las mercancías y, por lo general, no piensan en las relaciones y el trabajo que representan.
El análisis de Marx conduce a la consideración de crisis económicas periódicas, hoy llamadas ciclos económicos. Robert Heilbroner en The Worldly Philosophers dice que «Una propensión a la crisis no fue reconocida como una característica inherente al capitalismo por ningún otro economista de la época de Marx aunque los eventos futuros indudablemente hayan indicado su predicción de sucesivos auges y colisiones». Richard Goodwin formalizó la teoría de los ciclos económicos de Marx en A Growth Cycle (1967), un artículo publicado durante el año centenario de El Capital, Volumen I.

## Dinero
El dinero es una forma históricamente condicionada, ya que solo emerge bajo ciertas condiciones sociales; cuando la producción ya no está orientada a cubrir las propias necesidades —esto es, producción de valores de uso— o intercambios ocasionales, sino directamente al intercambio, al mercado —producción de valores de cambio—.
Marx describió las cualidades idóneas del dinero de la siguiente manera:
«Durabilidad, invariabilidad, divisibilidad y reestructurabilidad, transportabilidad relativamente fácil, ya que incluyen un gran valor de intercambio en un pequeño espacio, todo lo cual hace que los metales nobles sean particularmente adecuados ... »
Sin embargo, en la primera etapa de desarrollo los metales preciosos no cubrían ese rol. Ya Homero menciona al ganado, en virtud de su uso extendido, como un equivalente general; pero el ganado tenía la desventaja de la mala transportabilidad y el alto costo de su mantenimiento. Otras mercancías utilizadas como dinero fueron la sal, las especias, las conchas, plumas exóticas, etc.
Según Henri Storch, otra razón para la sustitución del ganado como dinero era que, con el creciente volumen de comercio, el dinero no debería ser indispensable para la existencia del hombre porque la parte en la circulación no está disponible para el consumo.
Por esta razón, en la siguiente etapa de desarrollo, los metales más valiosos toman el rol de dinero. Karl Marx dijo que los metales preciosos prevalecieron porque no fueron utilizados como un medio de producción.
Al principio, el estado crudo original de los metales como barras con pesos definidos se convirtió en monedas como una marca de partes de peso.

Sin embargo, los metales tienen la desventaja de ser desgastados durante el intercambio continuo de manos en su circulación, como resultado de lo cual su valor real ya no concuerda con su valor nominal. La etapa de desarrollo lógico fue, por lo tanto, la introducción de meros valores, billetes, como dinero. [37]

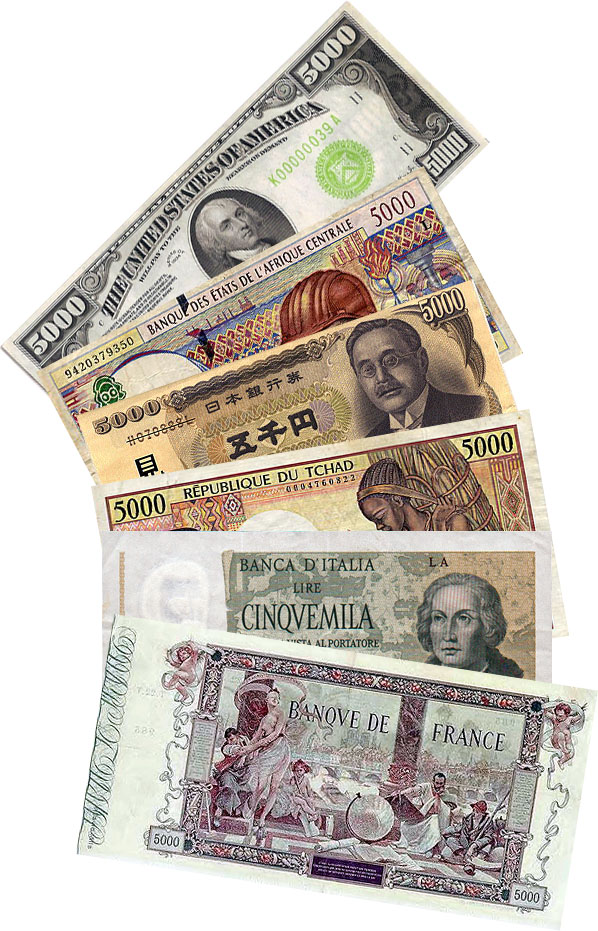
Billetes de $5000 en distintos países.

Pero los billetes también tiene la desventaja de un costo relativamente alto para su producción y su desgaste, lo que llevó al desarrollo de la tarjeta de crédito.
Según Marx, en El capital, del análisis de la mercancía se sigue el análisis del dinero y la circulación de mercancías con la ayuda del dinero. Marx presupone el oro como dinero en aras de la simplificación. El valor intrínseco de los bienes es el tiempo de trabajo necesario para la producción del producto.
Sin embargo, la apariencia de este valor es dinero como una expresión de valor. La medida del valor intrínseco necesariamente debe aparecer bajo esta forma de valor, la forma dineraria, ya que la suma de los valores de los medios de producción y mano de obra —incluida la plusvalía— es una suma de dinero.

### El dinero como forma de valor independiente (equivalente general y tesoro)

#### Equivalente general
Observamos más arriba que la forma de equivalente adoptada por una mercancía no implica que su magnitud de valor esté cuantitativamente determinada. El hecho de que sepamos que el oro es dinero, y por tanto directamente intercambiable por cualquier otra mercancía, no significa que sepamos, por ejemplo, cuánto valen 10 libras de oro. Al igual que todas las mercancías, el dinero sólo puede expresar su propia magnitud de valor relativamente, en otras mercancías. Su propio valor lo determina el tiempo de trabajo requerido para su producción y se expresa en la cantidad de toda otra mercancía en la que se haya solidificado el mismo tiempo de trabajo.
K. Marx El Capital, Libro primero, Volumen I, Sección I, Cap. II, El proceso del Intercambio.

Dado que el valor no aparece directamente en los bienes mismos, deben presentarse como un valor de cambio en otro valor de uso —x cantidad de la mercancía A es igual a y cantidad de mercancía B—. El valor de uso que expresa el valor de todas las demás mercancías es el dinero. Por lo tanto, Marx define la mercancía que puede comprar todas las demás mercancías como el equivalente general, como dinero. Esta función solo puede ejercer el dinero porque es una forma de valor independiente, es decir, su utilidad es ser un valor de intercambio general. Los representantes del oro, como los billetes, también son dinero.

#### Dinero mundial
El dinero utilizado internacionalmente a través de las fronteras nacionales es el dinero mundial. Según Marx, el oro y la plata se utilizaban como dinero mundial, por lo tanto, es una función de la forma de valor independiente como un equivalente general.
Marx argumentó que en las fronteras nacionales, el dinero, generalmente oro o plata, podría ser reemplazado por "sustitutos", es decir, billetes de banco. A pesar de ello, el comercio dependería del oro.
Dado que los bancos centrales ya no han vinculado su moneda al oro desde 1971 —el final del sistema de Bretton Woods—, este concepto marxista es frecuentemente superado. Otros señalan que los bancos centrales no han renunciando a las reservas de oro, y esto es una prueba del hecho de que el capitalismo de hoy no está exento de dinero internacional.
Una tercera opinión, entre otros, es Heinrich, un experto en Marx. Observa que Marx, si bien asume que el equivalente general es una mercancía (la presentación es válida hasta la década de 1970), no lo mostró. Más bien, cuando Marx considera que el sistema de crédito capitalista es un estado de transición histórica, no corresponde al modo de producción capitalista en su promedio ideal (que es el análisis de Marx).

#### Tesoro
El dinero como una forma de valor independiente también sirve para la formación del tesoro, es decir, se retira de la producción, la circulación o el consumo.
Para los productores, el dinero atesorado tiene como función proporcionar un medio para el mantenimiento y desarrollo del capital —formación del tesoro como base para la formación, preservación y extensión de las empresas—, en la función del dinero mundial como equivalente en general.
Para los consumidores, como un equivalente general, es un medio para preservar y desarrollar la vida —ingresos como la base para la adquisición de alimentos, la crianza de la descendencia y la satisfacción de necesidades culturales—, un tesoro para adquisiciones futuras o facturas imprevistas de la vida.

### El dinero como capital

#### Descripción del capital
Para definir capital, debemos describir sus cuatro fenómenos:
1. El capital como objeto — como dinero y como bienes,
2. El capital como un proceso,
3. El capital como una relación social —relación de producción— y
4. El capital como desarrollo histórico —desarrollo de las fuerzas productivas y la sociedad correspondiente—.

Al igual que el dinero mismo, el capital es también una forma históricamente condicionada de una relación de producción social, que emerge solo bajo ciertas condiciones históricas. La condición de su origen es:
- la disposición exclusiva sobre los medios de producción de la sociedad por un grupo de personas, los capitalistas.
- La existencia de otro grupo, que no tiene medios de producción, sino su capacidad de trabajar, y que debe venderla para su supervivencia a los dueños de los medios de producción el "proletariado".

Estos grupos de personas son llamados "clases" por Marx, siguiendo a historiadores y economistas británicos y franceses anteriores.

#### Función del capital
El capital es dinero, el capital es mercancía. [...] Ha obtenido la cualidad oculta de agregar valor porque es valor. Pare crías vivientes, o, cuando menos, pone huevos de oro.
Transformación de dinero en capital en El Capital, p. 118 

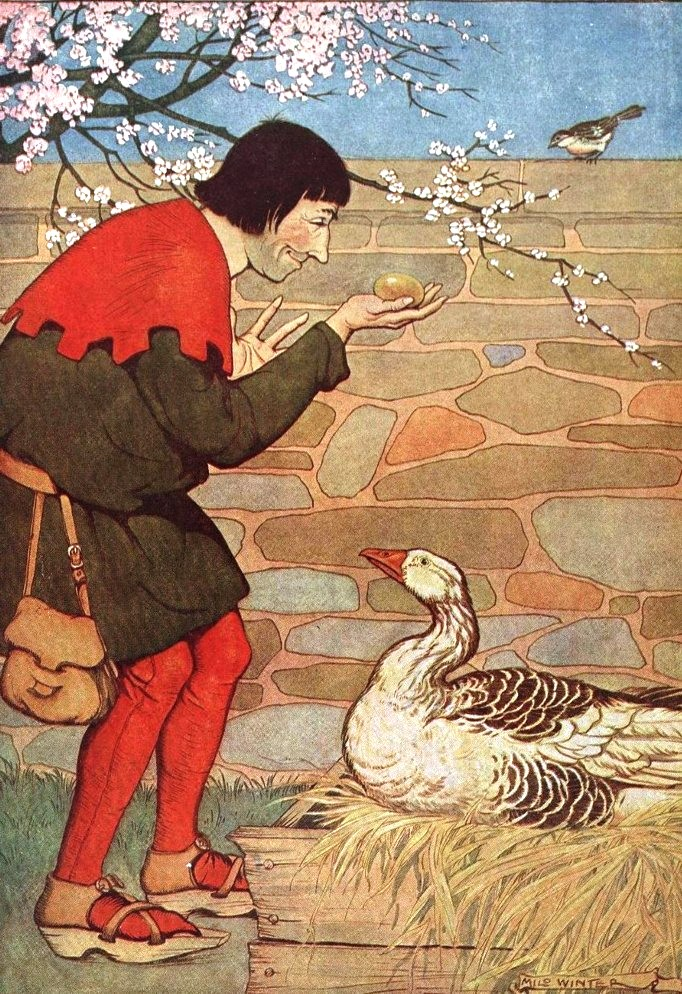
Burgués descubriendo capital según la esópica metáfora de Marx.

La primera manifestación del capital es el dinero, o, el capital es una función monetaria. Su fórmula general muestra esto claramente:
D - M ... P ... M ' - D'.
1. El dinero D se invierte en la mercancía M: el dinero se convierte en la mercancía o D - M. D y M tienen el mismo valor. Las desviaciones de esto son aleatorias. Los bienes, que se compran aquí, consisten en medios de producción y fuerza de trabajo. El propósito de esta compra no es el consumo personal, sino su uso en la producción.
2. Los bienes, que consisten en medios de producción, se agregan en un proceso de producción P por la mercancía que consiste en mano de obra: M ... P ... M '. Los bienes producidos M' tienen un valor mayor que los bienes comprados M al comienzo del proceso de producción P. Los puntos ... significan que este es un proceso fuera de la circulación. La multiplicación del valor no tiene lugar en el proceso de circulación, sino en el proceso de producción.
3. Al vender estos bienes M'se obtiene el beneficio: M' - D'. Los ingresos de venta D' son mayores que el capital original D. La venta de los bienes M' contra D' es, sin embargo, nuevamente un intercambio equivalente, los bienes se intercambian al mismo valor por dinero.
4. La ganancia se usa para diferentes propósitos, el dinero original se devuelve a la mercancía y el proceso comienza de nuevo.

El capitalista usa el dinero D para obtener D', es decir, más dinero. El trabajador vende su trabajo de productos básicos por dinero, para poder comprar bienes con un cierto valor de uso. Para él, los valores de uso son el objetivo.
En esta función como capital, el dinero para el productor es inicialmente un medio para la producción de valores de cambio, por lo que esto solo es útil para el empresario si el valor de retorno es mayor que el originalmente invertido, de modo que el dinero sirve para crear el valor agregado. Por esta razón, en última instancia, es un medio para la producción de beneficios.
El capital, sin embargo, finalmente se encarna en las mercancías, es decir, desde el punto de vista del consumidor en las mercancías que son el propósito de la producción, un valor de uso.

### Dinero como medida de precios
El valor de cambio de los bienes expresados en dinero es su precio. Así como su valor de cambio es atribuible al tiempo de trabajo que se refleja en ellos, y que es socialmente promedio para su producción, su precio se refleja en el valor de los metales preciosos —en tanto dinero—, que a su vez es atribuible al tiempo de trabajo promedio requerido para su producción. Por lo tanto, el dinero tiene la función de medir precios. Sin embargo, no es dinero real, sino ideal —una etiqueta de precio no tiene el valor que está en ella—. Sirve solo para indicar el valor de diferentes bienes en dinero, para expresarlo en el precio respectivo y hacerlo comparable.
En esta función, también sirve como medio de compra por parte del productor, ya que puede proporcionar una garantía de crédito con el valor disponible de los bienes.
Al comprar, por otro lado, los precios de los bienes se pagan con dinero, por lo que sirve como un medio de pago desde la perspectiva del consumidor.

### El dinero como expresión del valor
El empresario compra sus bienes de capital, los pone en un proceso de producción en el que se les agrega valor, los vende a más dinero del que originalmente usó y comienza el ciclo nuevamente con el dinero de la venta.
La masa total de dinero socialmente requerida para esta función depende
1. De la suma total de los precios de todos los bienes y servicios producidos,
2. De la velocidad de circulación del dinero.

Como fórmula:
{\displaystyle M={\frac {P}{V}}}
Donde:
{\displaystyle M} es la cantidad total de dinero en circulación
{\displaystyle P} es la suma de todos los precios de venta
{\displaystyle V} es la cantidad de transacciones en un momento dado.

## Capital
En la teoría económica marxista, la acumulación de capital es la operación por la cual las ganancias se reinvierten en la economía, el aumento de la cantidad total de capital. Marx entendió que el capital era un valor en expansión, es decir, en otros términos, como una suma de capital, generalmente expresada en dinero, que se transforma a través del trabajo humano en un valor mayor y se extrae como ganancias.

El capital es la potencia económica, que lo domina todo, de la sociedad burguesa. Debe constituir el punto de partida y el punto de llegada.Grundisse, p. 28

Es necesario desarrollar con exactitud el concepto de capital, ya que el mismo es el concepto básico de la economía moderna, tal como el capital mismo –cuya contrafigura abstracta es su concepto– es la base de la sociedad burguesa. De la concepción certera del supuesto fundamental de la relación, tienen que derivar todas las contradicciones de la producción burguesa, así como el límite ante el cual ella misma tiende a superarse.Grundisse, p. 273

Aquí, el capital se define esencialmente como el valor del activo económico o comercial que utilizan los capitalistas para obtener un valor adicional (plusvalía). Esto requiere relaciones de propiedad que permitan que los objetos de valor sean apropiados y poseídos y los derechos comerciales que se establecerán.

Ser capitalista es ocupar un puesto, no simplemente personal, sino social, en el proceso de la producción.  El capital es un producto colectivo y no puede ponerse en marcha más que por la cooperación de muchos individuos, y aún cabría decir que, en rigor, esta cooperación abarca la actividad común de todos los individuos de la sociedad.  El capital no es, pues, un patrimonio personal, sino una potencia social. (Marx, 1848. Manifiesto del Partido Comunista, Capítulo II: Proletarios y comunistas)

El capital es trabajo muerto que sólo se reanima, a la manera de un vampiro, al chupar trabajo vivo, y que vive tanto más cuanto más trabajo vivo chupa. El tiempo durante el cual trabaja el obrero es el tiempo durante el cual el capitalista consume la fuerza de trabajo que ha adquirido. Si el obrero consume para sí mismo el tiempo a su disposición, roba al capitalista. (Marx, 1867. El Capital, Capítulo VIII, La jornada laboral, 1.Los límites de la jornada laboral)

El análisis marxista de la acumulación de capital y el desarrollo del capitalismo identifica problemas sistémicos con el proceso que surge con la expansión de las fuerzas productivas. Se produce una crisis de sobreacumulación de capital cuando la tasa de ganancia es mayor que la tasa de nuevas salidas de inversión rentables en la economía, derivada del aumento de la productividad debido a una creciente composición orgánica del capital (mayor proporción de entrada de capital a entrada de mano de obra). Esto deprime la factura salarial, lo que lleva a salarios estancados y altas tasas de desempleo para la clase trabajadora mientras que el exceso de ganancias busca nuevas oportunidades de inversión rentables. Marx creía que este proceso cíclico sería la causa fundamental de la disolución del capitalismo y su reemplazo por el socialismo, que operaría de acuerdo con una dinámica económica diferente. 
En el pensamiento marxista, el socialismo sucedería al capitalismo como el modo dominante de producción cuando la acumulación de capital ya no pueda sostenerse debido a la caída de las tasas de ganancia en la producción real en relación con el aumento de la productividad. Una economía socialista no basaría la producción en la acumulación de capital, sino que basaría la producción en el criterio de satisfacer las necesidades humanas y producir directamente valores de uso. Este concepto está encapsulado en el principio de producción para su uso.

### El capital según su comportamiento en la producción

#### Capital inicial
El capital inicial es el capital invertido al comienzo de una empresa. Incluye
1. el precio total del predio comprado, los edificios y la maquinaria y
2. las materias primas y/o productos semielaborados y materiales auxiliares, incluido los servicios públicos, es decir, todo el capital fijo y constante.

El capital variable ya no se gasta por adelantado, porque los trabajadores primero deben trabajar y producir los bienes, a partir de la venta de los cuales se pagan sus salarios. Esta práctica desplaza el llamado riesgo financiero en detrimento de los empleados, lo que a menudo resulta en pérdidas salariales para los empleados durante la quiebra de una empresa.
En el proceso actual, el tamaño del capital inicial está determinado por la suma del capital invertido, el capital productivo empleado actualmente y el capital ya amortizado, es decir:
{\displaystyle K_{inicial}=K_{inver}+K_{prod}+K_{amort}}
Donde:
{\displaystyle K_{inicial}} es el capital inicial
{\displaystyle K_{inver}} es el capital invertido
{\displaystyle K_{prod}} es el capital productivo
{\displaystyle K_{amort}} es el capital amortizado
El capital inicial sigue siendo siempre del mismo tamaño mientras la materia prima y los materiales auxiliares no cambian y no se llevan a cabo reparaciones o
inversiones importantes. Dichos cambios en el capital fijo constante forman entonces un capital de subvención que transfiere su valor a los bienes dentro de su período de depreciación. Por lo tanto, es esencial distinguir entre:
- capital fijo y constante original y
- capital fijo y constante adicional;
- capital circulante y constante y
- capital variable.

#### Capital invertido
El capital invertido —en las obras de Marx, capital adelantado— incluye la parte del capital invertida durante la rotación del capital, pero que no se emplea directamente en la producción. Esto incluye
1. la parte del valor de la propiedad de la tierra, edificios y maquinaria, es decir, el capital constante fijo , por un lado, que aún no se amortiza, y
2. el valor de la materia prima y el almacenamiento de material auxiliar, es decir, la parte invertida del capital constante circulante en el otro

En el transcurso del período de depreciación, la primera parte se vuelve cada vez más pequeña, porque una parte creciente del valor de la tierra, edificios y máquinas se amortiza en su curso, es decir, se transfiere a los bienes producidos y se convierte mediante la venta en la forma monetaria original. Por el contrario, la parte de la materia prima y el almacenamiento de material auxiliar sigue siendo esencialmente del mismo tamaño.
Además de la parte del capital adelantado, es necesaria una parte durante la posible divergencia de tiempo de trabajo y tiempo de producción, como la madurez de la producción de queso. Este tiempo de maduración es necesario para poder continuar la producción en forma continua. El monto de esta subvención depende de la relación entre «madurez» y tiempo de trabajo,
por lo tanto:
{\displaystyle K_{Subv_{1}}={\frac {t_{mad}}{t_{l}}}\cdot K_{circ}}
Donde
{\displaystyle K_{Subv_{1}}} es subvención de capital 1 —o capital circulante empleado durante el tiempo de maduración—
{\displaystyle t_{mad}} es el tiempo de maduración
{\displaystyle t_{l}} es tiempo de trabajo
{\displaystyle K_{circ}} es capital circulante empleado que consiste en:
{\displaystyle K_{circ}=Kc_{circ}+Kv}
Donde:
{\displaystyle Kc_{circ}} es la parte circulante empleada del capital constante
{\displaystyle Kv} es el capital variable
El capital constante fijo no se incluye en el cálculo porque ya se ha creado, es decir, no tiene que crearse nuevamente en el capital de la subvención.
Del mismo modo, el capital de subvención necesario para mantener la producción durante el período de circulación es el mismo. El tamaño de este capital de subvención está relacionado con el capital empleado, así como el tiempo de circulación y el tiempo de producción, por lo tanto:
{\displaystyle K_{Subv_{2}}={\frac {t_{circ}}{t_{prod}}}\cdot K_{circ}}
Donde:
{\displaystyle K_{Subv_{2}}} Subvención de capital 2 —o capital circulante empleado durante el tiempo de circulación—
{\displaystyle t_{circ}} es tiempo de circulación
{\displaystyle t_{prod}} es tiempo de producción; consiste en el tiempo de trabajo más el tiempo de maduración, entonces:
{\displaystyle t_{prod}=t_{l}+t_{mad}}
{\displaystyle K_{circ}} es capital circulante empleado.
El capital invertido se vuelve cada vez más pequeño dentro del período de depreciación, disminuyendo este valor por la porción depreciada del valor de la tierra, edificios y maquinaria, mientras se agrega al capital inicial mediante reparaciones o reformas.

#### Capital productivo
El capital productivo o capital empleado es el valor de las partes del capital directamente utilizadas en la producción, es decir,
1. la parte del valor de la propiedad de la tierra, los edificios y máquinas —es decir, el capital constante fijo— , que se transfiere proporcionalmente a los bienes producidos durante el período en cuestión,
2. capital directamente consumido en la producción —es decir, el capital constante circulante—, en otras palabras, a diferencia del capital inicial, incluye el valor de la materia prima y materiales auxiliares, arrendamiento y costos de energía y
3. la parte del valor de la fuerza de trabajo —es decir, el capital variable— utilizada en la producción.

El monto del capital total empleado está determinado por el capital requerido para el tiempo de trabajo más cualquier capital de financiación necesario para el período de madurez y el período de circulación. Pero dado que el capital se divide en capital constante y variable en la misma proporción y, dentro de éste, en componentes fijos y circulantes, como el capital principal empleado, también se puede considerar como cantidades parciales de las porciones de capital  productivo, es decir:
{\displaystyle K=K_{prod}+K_{subv_{1}}+K_{subv_{2}}=Kc_{circ}+Kv+Kc_{fijo}}
Donde:
{\displaystyle K_{prod}} es el capital productivo total utilizado durante el período considerado
{\displaystyle K_{subv_{1}}} es el capital de subvención posiblemente necesario 1 —capital circulante empleado durante el tiempo de maduración—
{\displaystyle K_{subv_{2}}} es el capital de subvención posiblemente necesario 2 —capital circulante empleado durante el tiempo de circulación—
{\displaystyle Kc_{circ}} es la porción circulante del capital constante utilizado en el período considerado
{\displaystyle Kv} es el capital variable utilizado en el período en cuestión
{\displaystyle Kc_{fijo}} la parte fija del capital constante utilizado en el período considerado. Esta parte del capital empleado se calcula para el producto individual por la parte fija empleada originalmente del capital constante —la inversión por tierra, edificios y maquinaria— dividido por el tiempo de depreciación igual a depreciación anual dividida por días de producción anuales divididos por las horas de producción de un día laboral —estos pueden ser diferentes debido al trabajo por turnos—, dividido por la cantidad o masa en una hora de bienes producidos igual a la porción de valor de la parte fija empleada del capital constante, que es atribuible a un solo producto, es decir:
{\displaystyle Kc_{prod_{fijo}}/M=(((Kc_{inicial_{fijo}}\div t_{depr})\div d/a)\div h/d)\div Q/h}
{\displaystyle Kc_{prod_{fijo}}/M} es la proporción de la porción fija empleada del capital constante atribuible a un solo producto o mercancía
{\displaystyle Kc_{inicial_{fijo}}} la parte fija creada originalmente del capital constante
{\displaystyle t_{depr}} es el tiempo de depreciación
{\displaystyle d/a} son los días de producción de un año
{\displaystyle h/d} las horas de producción de un día
{\displaystyle Q/h} la cantidad o masa de bienes producidos en una hora
Sin embargo, la simple distinción estática entre el capital invertido y productivo al comienzo de una empresa, que se ha considerado estáticamente arriba, se vuelve más complicada cuando el capital se considera en movimiento. El capital constante fijo solo se convierte una vez dentro del período de depreciación, pero el capital circulante lo puede hacer varias veces. Sin embargo, su valor debe crearse solo una vez y luego regresa al vender el empresario los bienes producidos en efectivo. Por lo tanto, el capital circulante empleado real consiste en el producto del capital circulante empleado y el número de rotaciones dentro del tiempo considerado y el capital total empleado real de este capital de circulación realmente empleado más el capital constante fijo empleado en el período considerado, por lo tanto:
{\displaystyle K_{prod}=(K_{circ_{adelantado}}\cdot N)+Kc_{fijo}}
Donde
{\displaystyle N} es la cantidad de rotaciones en el período considerado, es decir, el cociente entre el período {\displaystyle R} y el tiempo de la circulación del capital {\displaystyle r}. De manera tal que {\displaystyle N={\frac {R}{r}}}

## Fetichismo de la mercancía
Las mercancías son fetiches en el sentido de que se cree en una oscura jerarquía o cualidad mágica de valor en las mercancías que las clasifica, haciendo que sea más valioso un diamante que el agua (para usar el famoso ejemplo de Adam Smith de La riqueza de las naciones de 1776), a pesar del hecho que el diamante tiene poco valor de uso.

A primera vista, una mercancía parece ser una cosa trivial, de comprensión inmediata. Su análisis demuestra que es un objeto endemoniado, rico en sutilezas metafísicas y reticencias teológicas. El carácter místico de la mercancía no deriva, por tanto, de su valor de uso. Tampoco proviene del contenido de las determinaciones de valor. [...] Lo misterioso de la forma mercantil consiste sencillamente, pues, en que la misma refleja ante los hombres el carácter social de su propio trabajo como caracteres objetivos inherentes a los productos del trabajo, como propiedades sociales naturales de dichas cosas, y, por ende, en que también refleja la relación social que media entre los productores y el trabajo global, como una relación social entre los objetos, existente al margen de los productores.
K. Marx El Capital, Libro primero, Volumen I, Sección I, Cap. I, La Mercancía.

Marx afirma que el fetichismo de la mercancía es algo intrínseco a las sociedades productoras de mercancías y servicios, ya que en ellas el proceso de producción se autonomiza de la voluntad del ser humano. 
En El capital Marx reconoce que relaciones de producción se "cosifican", ya que el intercambio es la única manera en que diferentes productores aislados se relacionan entre sí. El "trabajo abstracto socialmente necesario materializado se representa como el atributo social que tiene su producto para relacionar socialmente a su productor a través del cambio, o sea, como el valor de su producto específicamente determinado como mercancía. En el momento en que el productor de mercancías ejerce el control sobre su proceso individual de trabajo propio del individuo libre, debe someter su conciencia y voluntad a las potencias sociales encarnadas en el producto de su trabajo".

Por consiguiente, el que los hombres relacionen entre sí como valores los productos de su trabajo no se debe al hecho de que tales cosas cuenten para ellos como meras envolturas materiales de trabajo homogéneamente humano. A la inversa. Al equiparar entre sí en el cambio como valores sus productos heterogéneos, equiparan recíprocamente sus diversos trabajos como trabajo humano. No lo saben, pero lo hacen.
K. Marx El Capital, Libro primero, Volumen I, Sección I, Cap. I, La Mercancía.

De esta manera, el valor de las mercancías es determinado de manera independiente de los productores individuales, y cada productor debe producir su mercancía en términos de la satisfacción de necesidades ajenas. De esto resulta que la mercancía misma (o el mercado) parece determinar la voluntad del productor y no al revés. 

El carácter de tener valor, una vez impreso en los productos, adquiere fijeza sólo en razón de que actúan y reaccionan entre sí como cantidades de valor. Estas cantidades varían continuamente, independientemente de la voluntad, previsión y acción de los productores. Para ellos, su propia acción social toma la forma de la acción de objetos, que gobiernan a los productores en lugar de ser gobernados por ellos.
K. Marx Grundrisse

Pero es precisamente esa forma acabada del mundo de las mercancías -la forma de dinero- la que vela de hecho, en vez de revelar, el carácter social de los trabajos privados, y por tanto las relaciones sociales entre los trabajadores individuales. Si digo que la chaqueta, los botines, etc., se vinculan con el lienzo como con la encarnación general de trabajo humano abstracto, salta a la vista la insensatez de tal modo de expresarse. Pero cuando los productores de chaquetas, botines, etc., refieren esas mercancías al lienzo -o al oro y la plata, lo que en nada modifica la cosa como equivalente general, la relación entre sus trabajos privados y el trabajo social en su conjunto se les presenta exactamente bajo esa forma insensata.
K. Marx El Capital, Libro primero, Volumen I, Sección I, Cap. I, La Mercancía.

Marx también argumenta que la economía política clásica no puede salir del fetichismo de la mercancía, pues considera a la producción de mercancías como un hecho natural y no como un modo de producción histórico y, por lo tanto, transitorio. De este fetichismo que se da prácticamente en la producción y el intercambio de mercancías viene la sobreestimación teórica del proceso de intercambio sobre el proceso de producción. De ahí el culto al mercado de parte de algunos economistas, que consideran a la oferta y la demanda como determinaciones fundamentales del movimiento de la economía (ley de la oferta y la demanda).

Hasta qué punto una parte de los economistas se deja encandilar por el fetichismo adherido al mundo de las mercancías, o por la apariencia objetiva de las determinaciones sociales del trabajo, nos lo muestra, entre otras cosas, la tediosa e insulsa controversia en torno al papel que desempeñaría la naturaleza en la formación del valor de cambio. Como el valor de cambio es determinada manera social de expresar el trabajo empleado en una cosa, no puede contener más materia natural que, por ejemplo, el curso cambiario.
K. Marx El Capital, Libro primero, Volumen I, Sección I, Cap. I, La Mercancía.

## Producción
Marx enumera los factores elementales de producción como:
1. fuerza de trabajo
2. objetos sobre los que se trabajan: materias primas, materias auxiliares y recursos naturales
3. los instrumentos de trabajo: herramientas, trabajos de animales domésticos como caballos, productos químicos, etc.

Algunos bienes están disponibles directamente en la naturaleza: pescado no capturado, carbón sin macerar, etc. Otros son resultados de una etapa previa de producción; estos se conocen como materias primas, como la harina o el hilo. Los talleres, los canales y las carreteras se consideran instrumentos de trabajo.
El carbón para las calderas, el aceite para las ruedas y el heno para los caballos de tiro se consideran materia prima, no instrumentos de trabajo.
Tanto los instrumentos de trabajo como las materias primas, auxiliares y recursos naturales se denominan medios de producción. Relaciones de producción son las relaciones que los seres humanos adoptan entre sí como parte del proceso de producción. En el capitalismo, trabajo asalariado y propiedad privada forman parte de las relaciones de producción.
El capital invertido en medios de producción se denomina capital constante y el invertido en fuerza de trabajo es capital variable.
Cálculo del valor de un producto:

{\displaystyle cc+cv+pv=valor}

Donde:
{\displaystyle cc} es capital constante
{\displaystyle cv} es capital variable
{\displaystyle pv} es plusvalor

## Efecto del progreso tecnológico
Según Marx, la cantidad de producto real que produce un trabajador promedio en un período determinado de tiempo es la productividad del trabajo. Ésta ha tendido a aumentar bajo el capitalismo. Esto se debe al aumento en la escala de la empresa, a la especialización del trabajo y a la introducción de maquinaria. El resultado inmediato de esto es que el valor de un elemento dado tiende a disminuir, porque el tiempo de trabajo necesario para producirlo se vuelve menor.
En un período de tiempo determinado, el trabajo produce más artículos, pero cada unidad tiene menos valor; el valor total creado por tiempo sigue siendo el mismo. Esto significa que los medios de subsistencia se vuelven más baratos; por lo tanto, el valor de la fuerza de trabajo o el tiempo de trabajo necesario se reduce. Si la duración de la jornada laboral sigue siendo la misma, esto da como resultado un aumento en el tiempo de trabajo excedente y la tasa de plusvalía.
El avance tecnológico tiende a aumentar la cantidad de capital necesaria para iniciar un negocio, y tiende a dar lugar a una mayor preponderancia del capital que se gasta en los medios de producción (capital constante) en oposición al trabajo (capital variable). Marx llamó a la proporción de estos dos tipos de capital la composición orgánica del capital.

## Teoría económica marxista en la actualidad
La economía marxista ha sido construida por muchos otros, comenzando casi en el momento de la muerte de Marx. El segundo y tercer tomo de Das Kapital fueron editados por su socio y amigo Friedrich Engels, basado en las notas de Marx. La Teorías sobre la plusvalía de Marx fue editada por Karl Kautsky. La teoría del valor marxista y el Teorema de Perron-Frobenius en el autovector positivo de una matriz positiva son fundamentales para los tratamientos matemáticos de la economía marxista.